# Cratere Dokuchaev
Dokuchaev  è un cratere sulla superficie di Marte.